# Chétotaxie

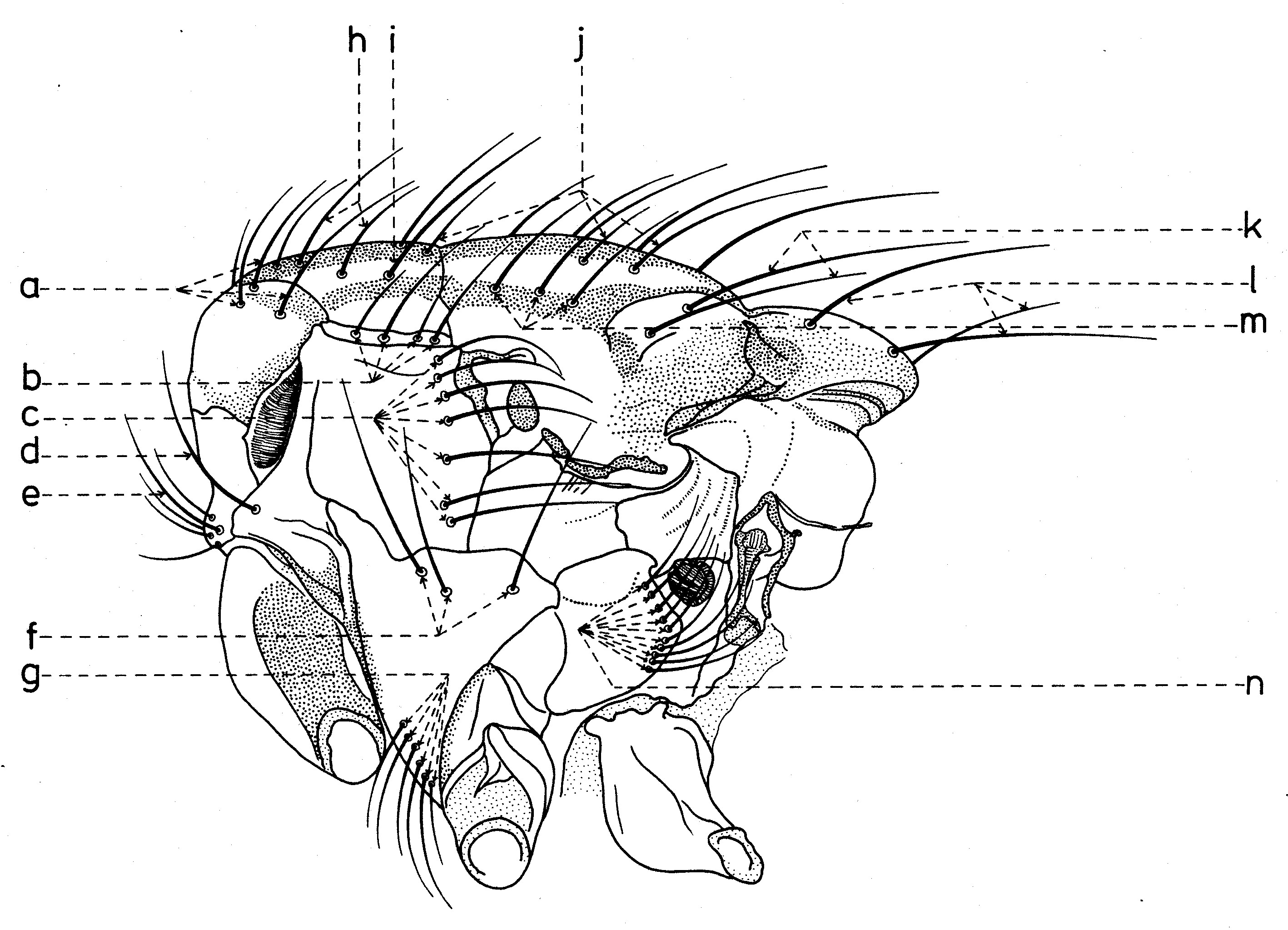
Chétotaxie du thorax, vue laterale.jpg

La chétotaxie est l'étude de l'arrangement des soies (macrochète) d'un insecte ou d'un acarien qui entre en compte dans la classification scientifique des espèces basée sur la position et la taille des poils. Par exemple, elle est importante pour la description des diptères grâce à une formalisation entreprise par Ernst August Girschner. Le terme de chétotaxie a été proposé plus tard par Carl Robert Osten-Sacken.

Morphologie et chétotaxie d'une tête de mouche (Muscomorpha)

La chétotaxie d'une mouche inclut les soies thoraciques suivantes : acrosticales, dorsocentrales, humérales (ou post-pronotales), intra-alaires, notopleurales, post-alaires, post-humérales, préalaires, présuturales, scutellaires. Les soies (chètes) des pattes sont antéro-dorsales, antéro-ventrales, postéro-dorsales ou encore postéro-ventrales.